# Desirée Rogers
Desirée Glapion Rogers (16 de junho de 1959) é uma executiva estadunidense que, em novembro de 2008, foi escolhida para assumir a Secretaria Social da Casa Branca do governo de Barack Obama.
Possui pós-graduação em administração pela Universidade de Harvard.